# Posírozás

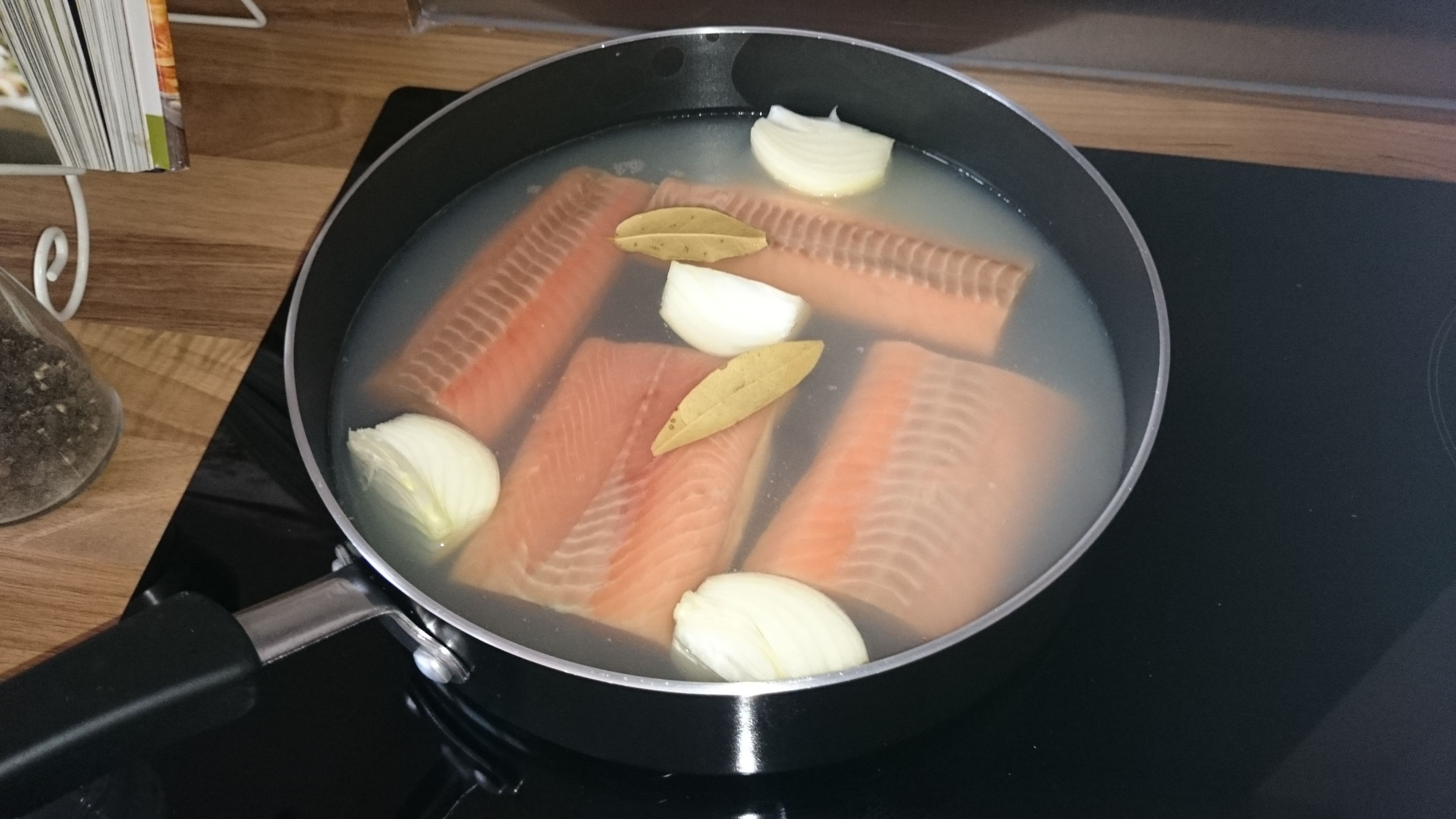
Buggyantott lazac hagymával és babérlevéllel

A posírozás (félig főzés, buggyantás, lassú főzés, gyöngyözve forralás) nagyon kíméletes főzési eljárás, amely során az ételt kevés folyadékban, például vízben, tejben, alaplében, vagy borban hőkezelik röviden. (francia eredetű kifejezés: táska, akadályoz) A főzőlé általában savas, savanykás: sós-ecetes, vagy citromos víz, de lehet fűszeres is, olyan, ami az adott nyersanyaghoz legjobban illeszkedik. A posírozás abban különbözik a többi főzési módszertől, hogy azoknál rövidebb ideig tart és alacsonyabb, forrpont alatti hőmérsékletet használ, kb. 65-80 °C-ot. Ez a hőmérséklettartomány különösen alkalmassá teszi az olyan kényes, vagy érzékeny ételek elkészítésére, mint a tojás, a baromfi, a hal és a gyümölcs, amelyek más főzési módszereknél könnyen széteshetnek, elveszítenék értékes zamataikat, tápanyagaikat, vagy kiszáradhatnak. A posírozást egészséges főzési módszernek is tartják, mivel nem használ hozzáadott zsíradékot, vagy olajat az ételek elkészítéséhez, vagy ízesítéséhez. A posírozást gyakran használják a szakácsok nyersanyagok előkészítéséhez további feldolgozásra.